# 넬슨캥거루쥐
넬슨캥거루쥐(Dipodomys nelsoni)는 주머니생쥐과에 속하는 설치류의 일종이다. 멕시코 중부 고원의 토착종이다.

## 특징
넬슨캥거루쥐는 꼬리 길이 약 188mm를 포함하여 전체 몸길이가 최대 315mm에 달하며, 캥거루쥐속에서 가장 큰 종이다. 상체는 연한 갈색을 띠며, 머리와 등을 따라서 엉덩이의 털 끝은 일부가 검은 색이며, 하체는 희다. 꼬리는 약 2/3가 흰 줄무늬이고, 꼬리의 끝 1/3 부분은 검은 붓꼬리 형태이고 털 끝은 희다. 넬슨캥거루쥐는 겉모습이 배너꼬리캥거루쥐(Dipodomys spectabilis)의 모습과 유사하지만 크기가 작고 몸무게가 약 87g으로 배너꼬리캥거루쥐의 125g보다 작다.

## 분포 및 서식지
넬슨캥거루쥐는 멕시코 고원의 토착종으로 시에라 마드레 옥시덴탈 산맥과 시에라 마드레 오리엔탈 산맥 사이의 넓은 고지대 지역에서 서식한다. 전형적인 서식지는 아카시아속(Acacia) 종과 프로소피스 줄리플로라(Prosopis juliflora), 라레아 트리덴타타(Larrea tridentata), 오코틸로(Fouquieria splendens), 선인장, 유카, 용설란과 같은 산재해 있는 나무와 관목이 있는 완만한 초원 지대 또는 반건조 지대이다.